# Arne Johnsson (industrialist)
Stellan Arne Johnsson, född 17 september 1910 i Kilafors, Hanebo församling, Gävleborgs län, död där 14 september 1940, var en svensk godsägare och industriman.
Arne Johnsson var son till Albert Johnsson och Stella Carlsson (som gifte om sig med Erik Odelstierna) samt sonson till godsägaren och riksdagsmannen Jonas Johnsson som 1896 hade förvärvart Kilafors herrgård i Hälsingland. Vid tio års ålder blev han faderlös när Albert Johnsson 1920 förolyckades och vid farfaderns död 1922 ärvde Arne och hans äldre bror Axel godset. Arne Johnsson blev så småningom direktör vid Kilafors järnverk. Han var också ordförande i Svensk flygtjänst. Arne Johnsson omkom i en flygolycka 1940.
Johnsson gifte sig 1932 med Anna-Lisa Ahlgren (1909–1966), dotter till Läkerolindustrins grundare Adolf Ahlgren. De fick sonen Ulf Johnsson-Norinder (1934–1978) och Birgitta Johnsson-Norinder (född 1938). Anna-Lisa Ahlgren gifte sedan om sig med Carl-Robert Norinder, därav barnens dubbla efternamn.